# CH Crucis
CH Crucis é uma estrela na constelação de Crux. Com uma magnitude aparente de 4,95, é visível a olho nu em boas condições de visualização. De acordo com sua paralaxe, medida pela sonda Gaia, está localizada a uma distância de aproximadamente 844 anos-luz (259 parsecs) da Terra, com uma margem de erro de 5 parsecs.
CH Crucis é uma estrela subgigante de classe B com um tipo espectral de B6IVe, em que a notação 'e' indica a presença de linhas de emissão em seu espectro, o que a torna uma estrela Be.  CH Crucis tem 5,3 vezes a massa solar, 4,4 vezes o raio solar e está brilhando com 1 850 vezes a luminosidade solar. Sua atmosfera irradia essa energia a uma temperatura efetiva de 11 600 K, o que lhe dá o brilho azul-branco típico de estrelas de classe B. Não possui estrelas companheiras conhecidas.
CH Crucis é uma estrela variável do tipo Gamma Cassiopeiae ou Lambda Eridanus. Sua magnitude aparente parece variar em 0,01 com um período de 0,772 dias, embora haja registros não confirmados que ela diminuiu para 7,5 em maio de 1896.

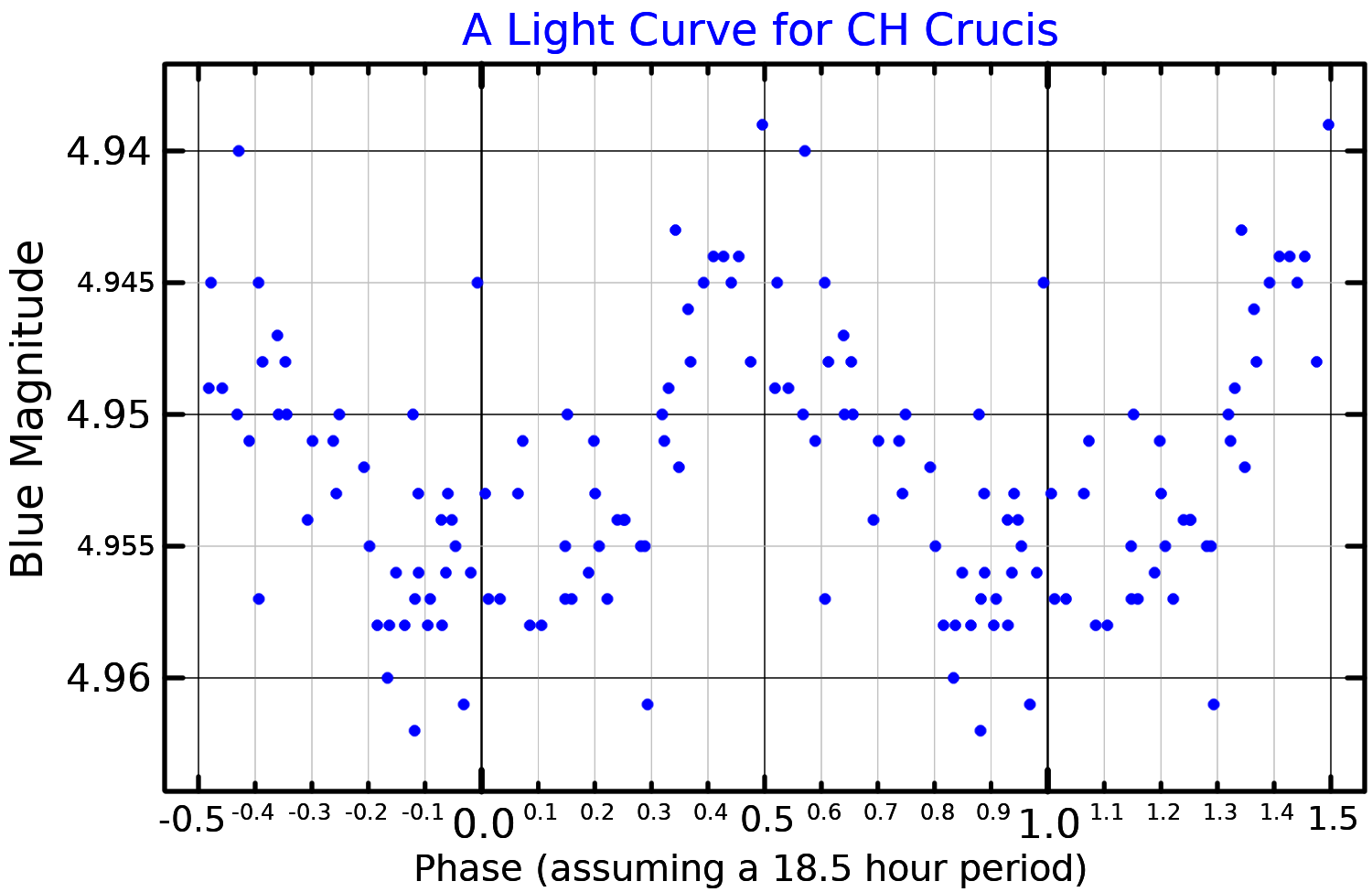
Curva de luz (banda azul) de CH Crucis assumindo um período de 18,5 horas